# Doña Croll
Pour les articles homonymes, voir Croll.
Doña Croll,  née le 29 août 1953, est une actrice britannique d'origine jamaïcaine. Elle est principalement connue pour ses rôles de Pearl McHugh dans la série Family Affairs (en) et Vera Corrigan dans la série Doctors.

## Biographie
Doña Croll a interprété, dans huit épisodes de Casualty, entre septembre 1993 et février 1994, l'infirmière. Elle a aussi joué le rôle de Norma, l'agent de Tom, dans trois épisodes de la série Gimme Gimme Gimme (en). Elle a interprété Pearl McHugh dans Family Affairs (en) de 1999 à 2002.

## Filmographie
- 1982 : Boys from the Blackstuff (feuilleton TV) : Hospital patient
- 1988 : Loving Hazel (TV) : Lizzy
- 1990 : Hallelujah Anyhow (TV) : Adlyn
- 1992 : Us Girls (série télévisée) : Gail
- 1998 : Diary (court métrage)
- 1998 : Brothers and Sisters (série télévisée) : Sister Grace Gittens
- 1999 : The Murder of Stephen Lawrence (TV) : Ros Howells OBE
- 1999 : Tube Tales (TV) : (segment Rosebud)
- 1997 : Family Affairs (série télévisée) : Pearl McHugh (1999-2002)
- 2003 : Between Iraq and a Hard Place (TV) : Condoleezza Rice
- 2003 : Beyond Iraq and a Hard Place (TV) : Condoleezza Rice
- 2004 : How to Make Friends : Mother
- 2004 : Elephant Palm Tree : Martha
- 2005 : Manderlay : Venus
- 2005 : Elmina's Kitchen (TV) : Anastasia
- 2006 : Doctor Who : Matrone Casp (Une nouvelle Terre)